# Аргон-аргонове датування
Аргон-аргонове (або 40Ar/39Ar) датування — радіометричний метод датування, винайдений для заміни за точністю калій-аргонового (K/Ar) датування. Старіший метод вимагав розділення зразків на два для окремих вимірювань калію та аргону, тоді як новіший метод вимагає лише одного фрагмента породи або мінерального зерна та використовує одне вимірювання ізотопів аргону. 40Ar/39Ar датування спирається на нейтронне опромінення з ядерного реактора для перетворення стабільної форми калію (39K) на радіоактивний 39Ar. Якщо разом із невідомими зразками опромінюється стандарт відомого віку, для розрахунку співвідношення 40K/40Ar* можна використати одне вимірювання ізотопів аргону і, отже, для розрахунку віку невідомого зразка. 40Ar* означає радіогенний 40Ar, тобто 40Ar, що утворюється внаслідок радіоактивного розпаду 40K. 40Ar* не включає атмосферного аргону, адсорбованого поверхнею або успадкованого через дифузію, а його розраховане значення отримують вимірюванням 36Ar (який, як вважається, має атмосферне походження) та з припущення, що в атмосферних газах 40Ar перебуває в постійному співвідношенні до 36Ar.

## Метод
Зразок зазвичай подрібнюють, і вручну відбирають для аналізу монокристали мінералу або фрагменти породи. Потім їх опромінюють для отримання 39Ar з 39K через (n-p)-реакцію 39K(n,p)39Ar. Потім зразок дегазують у високовакуумному мас-спектрометрі за допомогою лазера або печі опору. Нагрівання призводить до руйнування кристалічної структури мінералу (або мінералів), і, коли зразок плавиться, вивільняються захоплені гази. Газ може включати атмосферні гази, такі як вуглекислий газ, вода, азот, і радіогенні гази, такі як аргон і гелій, що утворюються в результаті радіоактивного розпаду протягом геологічного часу. Кількість 40Ar* зростає з віком зразка, хоча швидкість зростання експоненційно спадає через розпад 40K, період напіврозпаду якого становить 1,248 млрд років.

## Рівняння віку
Вік зразка визначається рівнянням віку:
{\displaystyle t={\frac {1}{\lambda }}\ln(J\times R+1)}
де {\displaystyle \lambda } — стала радіоактивного розпаду 40K (приблизно 5,5 x 10⁻¹⁰ років−1, що відповідає періоду напіврозпаду приблизно 1,25 млрд років), {\displaystyle J} — J-фактор (параметр, пов'язаний з процесом опромінення), {\displaystyle R} — відношення 40Ar*/39Ar. J-фактор стосується флюенсу нейтронного бомбардування під час процесу опромінення; що щільніший потік нейтронів, то більше атомів 39K перетвориться на 39Ar.

## Лише відносне датування
Методом 40Ar/39Ar можна визначати лише відносні дати. Щоб розрахувати вік за допомогою методу 40Ar/39Ar, параметр J-визначають опромінюючи невідомий зразок разом зі зразком відомого віку, як стандартом. Оскільки вік цього (первинного) зразка зрештою не можна визначити за допомогою 40Ar/39Ar, його спочатку необхідно визначити іншим методом датування. Найчастіше для датування первинного зразка використовують звичайний метод K/Ar. Альтернативним методом калібрування стандарту є астрономічне налаштування (також відоме як орбітальне налаштування), яке дає дещо інший вік.

## Застосування
Основне використання геохронології 40Ar/39Ar — датування метаморфічних та магматичних мінералів. 40Ar/39Ar навряд чи дасть вік інтрузій граніту, оскільки вік зазвичай відображає час, коли мінерал охолонув до температури закриття. Однак у метаморфічній породі, яка не перевищила температуру закриття, вік вірогідно датується кристалізацією мінералу. Також за допомогою методу 40Ar/39Ar можливе датування руху за системами розломів. Різні мінерали мають різні температури закриття; біотит — ~300 °C, мусковіт — близько 400 °C, а рогообманка — ~550 °C. Тому, наприклад, граніт, що містить усі три мінерали, зафіксує три різні «віки», коли він охолоджувався до цих температур закриття. Отже, хоча вік кристалізації не фіксується, ця інформація все ж корисна для побудови теплової історії породи.
Датування мінералів може надати інформацію про вік породи, але необхідно робити припущення. Мінерали зазвичай фіксують лише останній раз, коли вони охолоджувалися нижче температури закриття, і це може не відображати всіх подій, яких зазнала порода, і може не відповідати віку інтрузії. Тому, залишаються важливими виваженість та інтерпретація датування. Геохронологія за 40Ar/39Ar припускає, що порода після охолодження нижче від температури закриття зберігає весь свій 40Ar, і що цей запас належно відібрано під час аналізу.
Цей метод дає змогу перевірити похибки, пов'язані з K-Ar датуванням. Аргон-аргонове датування має перевагу в тому, що не вимагає визначення калію. Сучасні методи аналізу дають змогу досліджувати окремі ділянки кристалів. Метод важливий, оскільки дає змогу ідентифікувати кристали, які утворилися та охолоджувалися під час різних подій.

## Перекалібрування
Одна з проблем аргон-аргонового датування полягала в незначній розбіжності з іншими методами датування. У роботі Койпера та ін. повідомляється, що потрібна поправка на 0,65 %. Таким чином, вимирання крейдяно-палеогенового періоду (коли вимерли динозаври), яке раніше датувалося 65,0 або 65,5 млн років тому, точніше датується 66,0—66,1 млн років тому.